# Eugène Rimmel
Eugène Rimmel (1820 – 1887) fue un empresario francés, principalmente reconocido por haber fabricado y comercializado varias líneas famosas de cosméticos. 

## Biografía

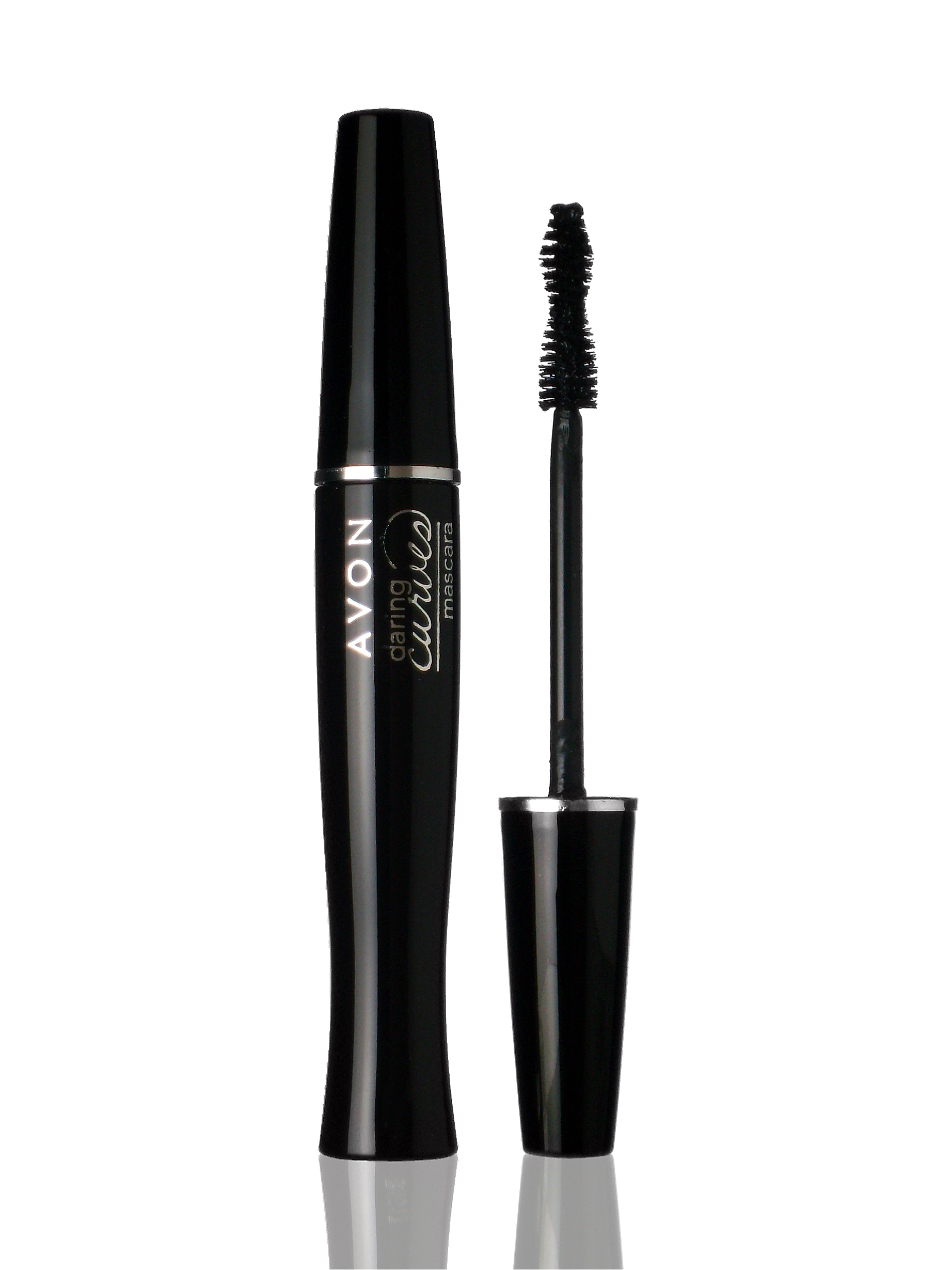
Máscara de pestañas actual, desarrollada a partir del trabajo de Rimmel.

Nacido en Francia, Rimmel se mudó con su familia a Londres cuando su padre aceptó una invitación para abrir y administrar una perfumería en Bond Street. Eugène siguió el ejemplo de su padre y, en 1834, inauguró su propia perfumería, llamada House of Rimmel.
Rimmel y su padre produjeron sus primeros productos de cosmética ese mismo año. A los 24 años de edad, Eugène Rimmel ya tenía mucha experiencia en el medio de las perfumerías y de los cosméticos. Considerado por varios historiadores como un pionero en las industrias de la belleza y el cuidado de la salud, Rimmel contribuyó ampliamente al concepto de higiene. También fue uno de los primeros en desarrollar dispositivos para el enjuague bucal y varias cremas.
Su principal logro fue la comercialización de la primera máscara de pestañas no tóxica. Ésta adquirió tanta popularidad al punto que, hoy en día, la palabra rimmel (o rímel, su equivalente en español) es como se denomina a la máscara en varios idiomas incluyendo francés, italiano, portugués, persa, español y turco.
Eugène Rimmel también fue considerado un importante comerciante y produjo varios catálogos de venta por correo y programas de publicidad en los cines ingleses.

## Últimos años
Eugène tuvo tanto éxito que obtuvo diez Royal Warrants de los gobernantes de distintos lugares de Europa, incluyendo a la Reina Victoria, por sus perfumes y fragancias. 
El periódico estadounidense The New York Times imprimió el obituario de Rimmel el 15 de marzo de 1887 bajo el título "El príncipe los perfumeros". Se declaró que fue uno de los fundadores del Hospital Francés de Londres, y que realizó grandes campañas para obtener el apoyo del público. 
Rimmel contrajo matrimonio con una mujer de Suerre, Francia, llamada Betsy. La pareja tuvo tres hijos: una niña y dos hijos. Los varones se hicieron cargo de la compañía de Rimmel luego de su muerte en 1887, expandiendo la línea para producir más cosméticos, especializándose en los ojos.  
Rimmel continuó siendo una empresa familiar hasta 1949. La compañía, llamada Rimmel, actualmente es propiedad de Coty Inc.